# Fariab
Fārīāb (farsi فاریاب) è una città dello shahrestān di Faryab, circoscrizione Centrale, nella provincia di Kerman. Aveva, nel 2006, una popolazione di 4.508 abitanti. 